# Зад стените
„Зад стените“ е български телевизионен игрален филм (новела, психологическа драма) от 1979 година по сценарий на Павел Вежинов. Режисьор на филма е Благой Стратев, а оператор е Алеко Драганов. Художник е Александър Лазаров.
Филмът е реализиран по едноименната новела на Павел Вежинов.

## Актьорски състав
| Роля                   | Изпълнител        |
| ---------------------- | ----------------- |
| архитектката Антоанета | Йоана Попова      |
| архитект Лазаров       | Кольо Дончев      |
| началникът             | Любен Петров      |
| Вики, синът            | Асен Косев        |
|                        | Невена Ханджиева  |
|                        | Стефан Цонков     |
|                        | Людмила Захариева |
|                        | Тодор Динов       |
|                        | Светозар Атанасов |
|                        | Дора Златанова    |